# Pendant la tempête
Pendant la tempête est un chœur à trois voix d'hommes et piano de Lili Boulanger composé en 1912 sur un poème de Théophile Gautier.

## Présentation
Pendant la tempête, à l'incipit « La barque est petite et la mer est immense », est un chœur à 3 voix d'hommes et piano composé du 23 au 26 avril 1912 sur un poème de Théophile Gautier (extrait de Poésies nouvelles, España, 1844).
La partition est publiée en 2000 par les éditions Durand (cotage D.&F. 15289).
L'œuvre est créée le 19 mars 2000 à Stuttgart, Neues Schloss, par le Philharmonia Chor Stuttgart sous la direction d'Helmut Wolf. 

## Commentaires
Pendant la tempête est d'une durée moyenne d'exécution de trois minutes vingt environ.
Roman Hinke relève la magie illustrative de la partition en sa « description des forces déchaînées de la nature ».

## Discographie
- Autour de Lili Boulanger, Philharmonia Chor Stuttgart, Helmut Wolf (dir.), Saphir Productions LVC 001015, premier enregistrement mondial.
- Lili Boulanger, Hymne au Soleil : Œuvres chorales - Choral works, Orpheus Vokalensemble, Antonii Baryshevskyi (piano), Michael Alber (dir.), Carus 83.489, 2018[4].